# مانولو زامبرانو
مانولو زامبرانو (بالإسبانية: Manolo Zambrano)‏ هو مدرب كرة قدم ولاعب كرة قدم إسباني في مركز الوسط، ولد في 8 مارس 1960 في ولبة في إسبانيا. شارك مع منتخب إسبانيا تحت 19 سنة لكرة القدم ومنتخب إسبانيا تحت 20 سنة لكرة القدم. أما مع النوادي، فقد لعب مع ريال مورسيا وريكرياتيفو وسيلتا فيغو ونادي إشبيلية.